# 盧企容
盧 企容（ノ・ギヨン、朝鮮語: 노기용、1895年または1897年7月2日 - 1975年9月11日または9月15日）は、日本統治時代の朝鮮の独立運動家、大韓民国の警察公務員、政治家。固城郡郡守、第2代韓国国会議員を歴任した。
本貫は光山盧氏。字は孔玉、号は雨田、別名は盧学俊。

## 経歴
慶尚南道陜川郡出身。普成中学校（現・普成高等学校）卒（または中退）。日本統治時代は三・一運動に参加し、大邱で宋斗煥、鄭斗禧、金鍾喆らと軍事籌備団を組織し、同郷の鄭斗奎、盧円容らを包摂し、上海臨時政府の軍資金の調達のために活動した。1923年末に慶北地方の富豪の家に侵入し軍資金を要求する事件や日本人巡査射殺事件により逮捕された。求刑10年に対し、1924年10月に大邱地方法院により懲役7年を言い渡され、控訴を経て1925年4月に大邱覆審法院により懲役5年を宣告された。光復後は青松警察署長、善山警察署長、慶尚北道警察学校長、固城郡守、民主国民党所属の第2代国会議員を歴任した。1963年に建国勲章独立章を受章した。1975年9月11日、釜山で死去。

## エピソード
日本統治時代に常に拳銃を携帯していた闘士だったという。
1952年の金始顕、柳時泰らによる李承晩狙撃未遂事件に巻き込まれ、民主国民党幹部の徐相日と共に逮捕された。1953年4月6日、大邱高等法院で懲役4年を言い渡されたが、1954年1月の三審では公訴棄却の判決を受けた。